# Puerto Busch
Pour les articles homonymes, voir Busch.
Puerto Busch est une petite localité de la province de Germán Busch, dans le département de Santa Cruz, en Bolivie. Elle est située à l'extrême-est du pays sur la rive droite du Río Paraguay, face au territoire brésilien, dans la région du Pantanal bolivien.

## Communications
La localité est située à environ 130 km au sud de la capitale de la province, Puerto Suárez. En 2006, Puerto Busch est toujours fort mal desservie à ce point de vue. Très isolée par le Pantanal qui l'entoure, elle communique surtout par la voie du Río Paraguay. Le plus proche aéroport est situé à Puerto Suárez, auquel elle n'est toujours pas reliée valablement.

## Projets de développement
Un des projets de l'IIRSA, qui a beaucoup de chances d'être accepté par le nouveau gouvernement bolivien, est centré sur Puerto Busch. Il s'agit de construire non moins qu'une voie ferrée et une route moderne entre Puerto Suárez (plus précisément Motacucito) et Puerto Busch, ainsi qu'un port sur le Paraguay, dont la rentabilité est avérée.
À noter qu'entre les deux localités, se trouvent les gisements de fer et de manganèse d'El Mutún, les plus importants de la planète, actuellement quasi non encore exploités. Le port de Puerto Busch servirait à l'exportation de minerais et de produits agricoles produits dans le département de Santa Cruz, dont le soja.
Les travaux ont déjà été budgétisés par l'IIRSA pour la somme de 84 millions de dollars.

## Source
- (en + es) Projet G03 de l'IIRSA concernant la liaison avec Puerto Suárez